# My Sister's Crown
„My Sister's Crown“, česky „Koruna mé sestry“, je píseň české folkové skupiny Vesna, která byla vydána 30. ledna 2023. 
S touto skladbou skupina reprezentovala Českou republiku na mezinárodní soutěži Eurovision Song Contest 2023, a to po vítězství v národním výběru ESCZ 2023. V prvním semifinále Eurovize se s ní Vesna umístila na 4. místě z 15 účastníků a postoupila tak do finálového kola. Ve finále se skupina umístila na 10. místě z celkového počtu 37 účastníků. To byl 2. nejlepší výsledek v historii Česka.
Skladba je společné dílo Patricie Fuxové a studia Production Lovers za přispění hudebnice Tanity Jankové a ukrajinské umělkyně Kateryny Vatčenkové. Kromě Češek Fuxové (zpěv), Báry Šustkové (housle) a Markéty Mužátkové (bicí) je součástí uskupení i Slovenka Tereza Čepková (baskytara), Ruska Očepovská (klávesy) a Bulharka Janková (housle).

## Pozadí
Píseň kombinuje 4 jazyky: češtinu, angličtinu, bulharštinu a ukrajinštinu. Čeština díky postupu Vesny zazněla na finále Eurovize poprvé v historii.
Píseň má dle autorky a zpěvačky Patricie Fuxové reprezentovat ženskost a slovanství. Skladba má také reflektovat otázku menšin i násilí, sesterství a soudružnost žen. Členka skupiny Bára Šustková o skladbě řekla: „Je o všech lidech, kteří zažívají nějakou nesvobodu, jak už útlak od společnosti, trendů, techniky, a je takovým symbolem pro tyto lidi, aby si nasadili korunu a cítili se dost silní."
Autorky chtěly písní a videoklipem k ní v době probíhající ruské invaze podpořit Ukrajinu, kromě symboliky textu v písni zaznívá také ukrajinština. Skladba i klip byly v Rusku a Bělorusku zakázány.